# 1998 KY26
1998 KY26 est un astéroïde Apollon découvert le 28 mai 1998 par Spacewatch.

## Caractéristiques
Avec une journée sidérale de 10,7 minutes, il n'est pas possible que ce soit un agglomérat lâche.
Sa distance minimale d'intersection de l'orbite terrestre est de 0,002632 ua.
Son paramètre de Tisserand est de 5,176.

## Exploration
En septembre 2020, la mission de la JAXA Hayabusa 2 est étendue : la sonde ira visiter 1998 KY26 en juillet 2031, elle ne se satellisera pas autour, mais synchronisera sa trajectoire pendant une année. Ce sera la première observation rapprochée d'un petit astéroïde en rotation rapide.